# Brennessel (Programmkino)

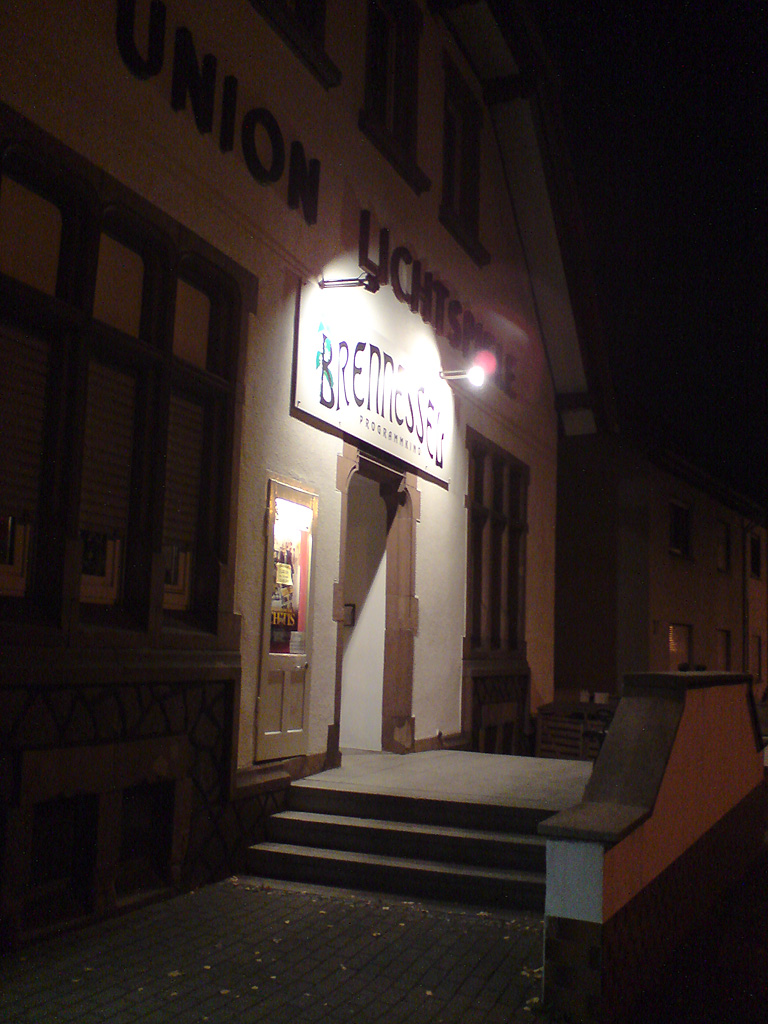
Brennessel Programmkino Hemsbach

Die Brennessel ist ein Programmkino in Hemsbach an der Bergstraße und ein fester Bestandteil des Kulturlebens der Metropolregion Rhein-Neckar.
Seit 1927 werden hier Filme vorgeführt. Zunächst hieß das Kino Union Lichtspiele, den heutigen Namen Brennessel bekam es im Jahre 1982.
Die Brennessel hat zwei Säle. Saal 1 hat 86 Sitzplätze, von denen sich 48 auf Doppelsitzer verteilen. Saal 2 verfügt über 39 Plätze.
Seit jeher fühlt sich die Brennessel dem kulturell anspruchsvollen Film verpflichtet. Neben der regulären Filmvorführung werden auch Veranstaltungen mit Regisseuren und Schauspielern angeboten. Ferner bietet die Brennessel Kinderkino an und arbeitet mit Schulen und anderen kulturellen sowie gesellschaftlichen Einrichtungen zusammen.
Das Brennessel Programmkino wurde bereits mehrfach für sein herausragendes Jahresfilmprogramm ausgezeichnet, unter anderem vom Beauftragten der Bundesregierung für Kultur und Medien 1997 bis 2007 sowie von der Medien- und Filmgesellschaft Baden-Württemberg 1997 und 1999 bis 2007.
Die Brennessel ist Mitglied der Arbeitsgemeinschaft Kino – Gilde deutscher Filmkunsttheater.

## Galerie

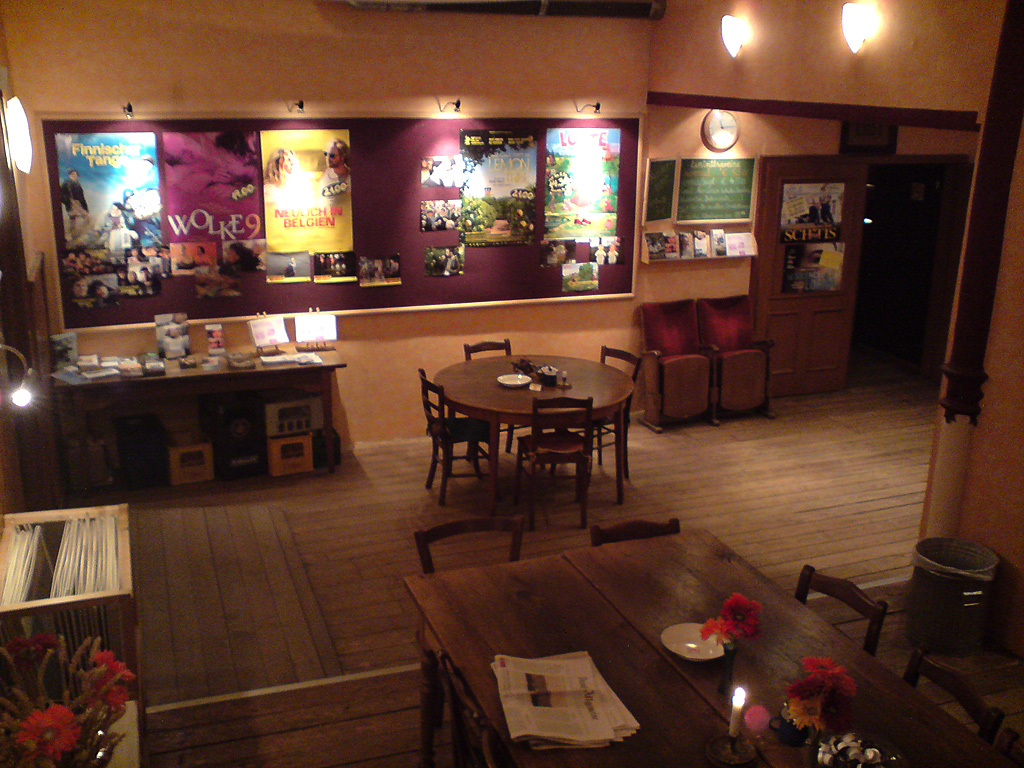
Foyer
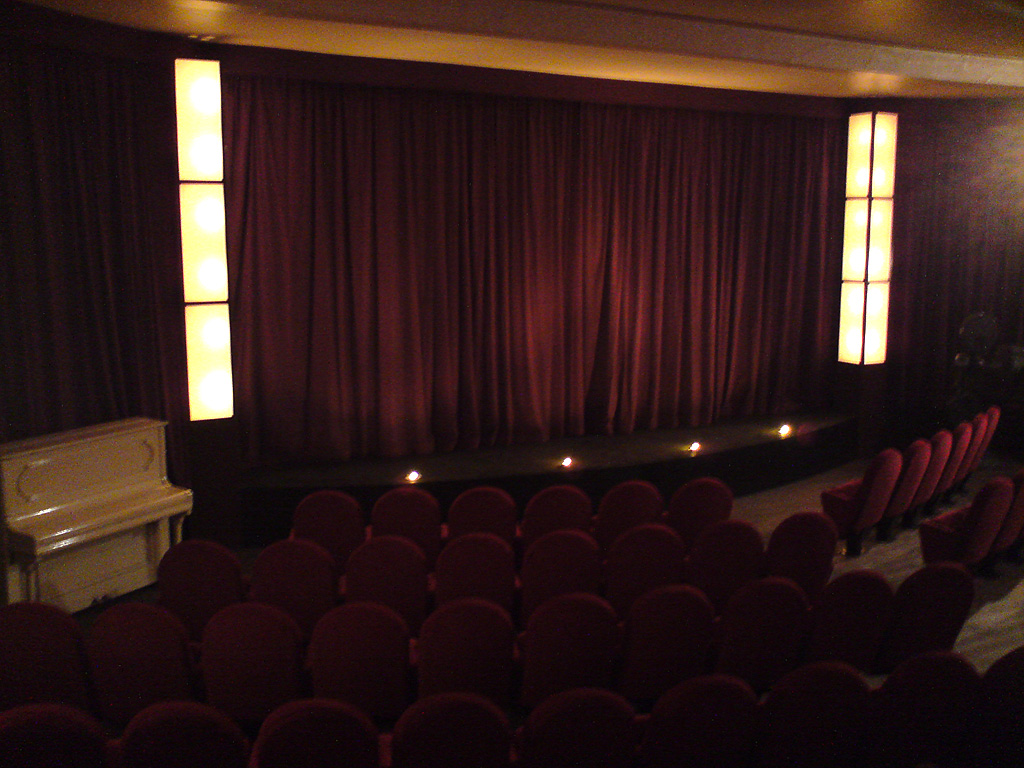
Saal 1
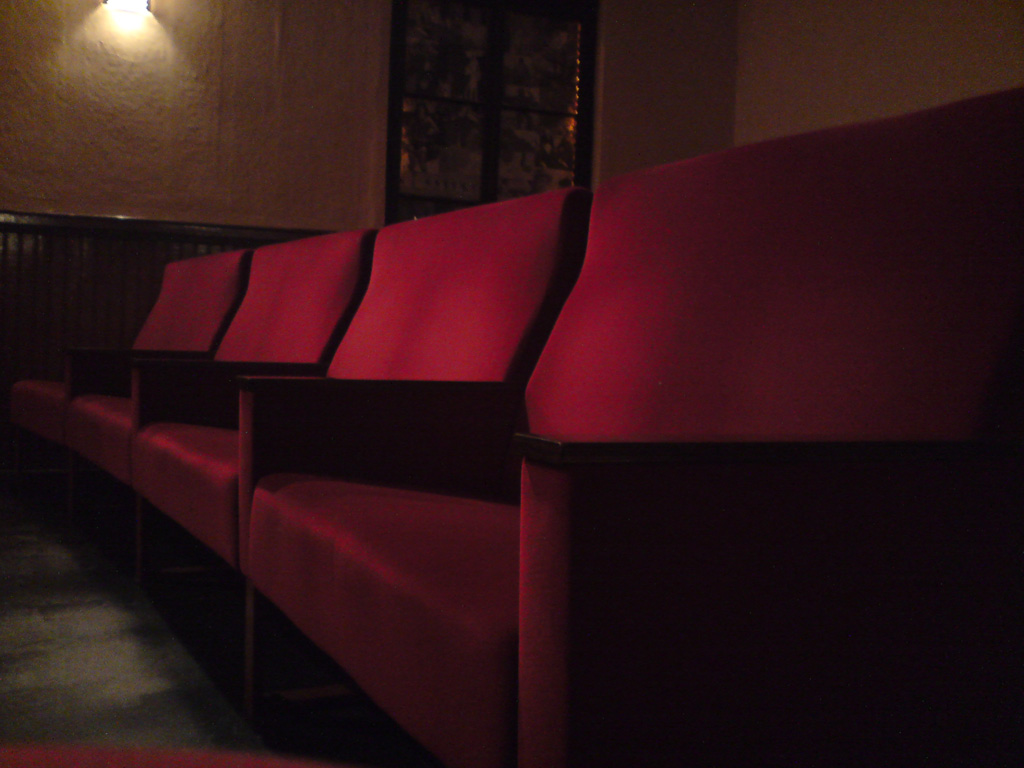
Saal 1, Doppelsitzer
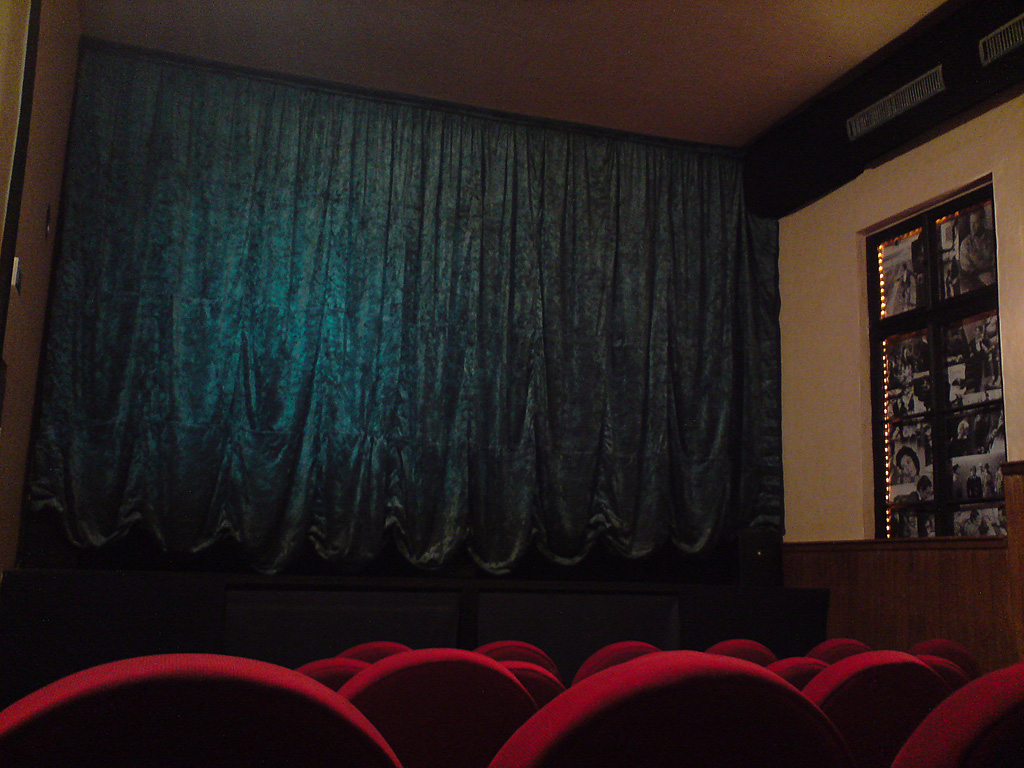
Saal 2